# Gulzarilal Nanda
Gulzārilāl Nandā, född 4 juli 1898, död 15 januari 1998, var en indisk politiker som var Indiens tillförordnade premiärminister några veckor 1964 respektive 1966.
Nanda forskade på arbetsmarknadsfrågor vid Allahabad University 1920-1921 och blev 1921 professor i nationalekonomi vid National College of Bombay 1921. Han anslöt sig samma år till Gandhis indiska frihetsrörelse. I september 1951 utsågs han till medlem i den indiska regeringen och kom inneha flera olika ministerposter innan han lämnade regeringen 1966. Efter Nehrus död 1964 och Lal Bahadur Shastris död 1966 var han tillförordnad premiärminister. 1997 erhöll han Bharat Ratna, Indiens främsta hedersutmärkelse.